# Jacob Lindboe
Jacob Albert Lindboe, född den 3 september 1843 i Kristiania (nuvarande Oslo), död där den 4 februari 1902, var en norsk jurist och politiker, bror till Axel Lindboe. 
Lindboe tog juridisk ämbetsexamen 1867 och slog sig 1869 ned som overretssagfører i Trondhjem, där han bland annat 1882-1886 var medlem av stadens formannskap och ett antal år direktör i Norges bank. Sedan 1892 var han lagman i Eidsiva och Frostatings lagdöme. Han representerade Trondhjem och Levanger stortingsperioden 1895-1900, varvid han tillhörde yttersta vänstern och utövade ett stort inflytande. 
En särskilt framstående ställning intog han vid dessa års unionsdebatter. Vid behandlingen av frågan om inledande av underhandlingar mellan Sverige och Norge om konsulatsakens ordnande 7 juni 1895 förklarade han sig vilja vara med om blott en förhandling på det unionella området: den statsrättsliga gemenskapens avveckling genom en enig och fredlig upplösning av unionen. Vid valen 1900 avsade han sig återval.